# Медичи, Пьеро ди Козимо
Для информации о его внуке обратитесь к статье Медичи, Пьеро ди Лоренцо.
Пьеро ди Козимо де Медичи (итал. Piero di Cosimo de' Medici; 19 сентября 1416, Флоренция — 2 декабря 1469, там же) — правитель Флоренции с 1464 по 1469 год, отец Лоренцо Великолепного. Из-за болезни имел прозвище Подагрик (il Gottoso).

## Биография
Пьеро был старшим сыном Козимо Медичи и Контессины де Барди. Он долго оставался в тени отца, хотя и занимал с 1461 года значимый пост гонфалоньера справедливости. После смерти Козимо реальная власть во Флоренции оказалась в руках Пьеро. В политическом плане он продолжил альянс с королём Франции Людовиком XI, папой римским Павлом II и миланскими герцогами Франческо Сфорца, а затем и Галеаццо Мария Сфорца.
Козимо возлагал большие надежды на Джованни, младшего брата Пьеро, но тот умер ещё при жизни Козимо. В результате в 1464 году у власти оказался человек слабого здоровья и не слишком больших способностей. Диотисальви Нерони, искусный делец, в своё время облагодетельствованный Козимо, втайне желавший отнять влияние и власть у рода Медичи, под маской дружеской заботы стал давать Пьеро советы, которые вскоре пробудили в отношении Медичи ненависть многих флорентийцев.

### Заговор против Медичи
Козимо Медичи во время своего правления давал многим влиятельным флорентийцам займы, уплаты которых не требовал. Нерони посоветовал Пьеро потребовать уплаты всех долгов; это было сделано второпях и в довольно резкой форме. В результате у многих появились серьёзные затруднения, а некоторым банкирским домам даже угрожало банкротство. Влияние Медичи на общественные дела поколебалось. Теперь прежняя монолитная партия Медичи распалась на два враждебных лагеря: один хотел восстановить свободу Республики, другой, безусловно, поддерживал владычество Пьеро. «Друзей» у Медичи оказалось предостаточно; к первому лагерю принадлежало много влиятельных людей, правда, у них были разные цели, и они мало доверяли друг другу. Тем не менее большинство из них было озабочено единственно свержением Пьеро Медичи; был составлен заговор, в котором приняли участие в частности Лука Питти, Никколо Содерини и Аньоло Аччаюоли, главной пружиной которого стал Диотисальви Нерони.
Хотя побуждения у заговорщиков были различные (Содерини пытался восстановить свободу граждан, Лука Питти стремился улучшить положение своих финансовых дел, заняв место Пьеро, а Аньоло Аччаюоли действовал исключительно по личной вражде), говорили они только об одном: о стремлении к тому, чтобы Республика управлялась выборными органами, а не прихотью нескольких могущественных граждан. Ещё одним поводом для недовольства стали переговоры, которые Пьеро вёл о брачном союзе своего первенца Лоренцо с Клариче Орсини, дочерью римского князя Орсини. Тот факт, что девушка не была уроженкой Флоренции, оказался прекрасным поводом для клеветы: Пьеро обвинили в том, что он хочет стать властителем родного города, «ибо кто не хочет родниться с согражданами, тот стремится превратить их в своих рабов». Те, кто распространял эти слухи, считали, что победа в их руках, поскольку их поддерживала значительная часть граждан. Заговорщики даже собрали множество подписей, подтверждающих сочувствие горожан к их замыслу.
Однако заговорщиков выдал Никколо Федини, выполнявший в то время обязанности секретаря. Считая, что предательство будет более выгодным, чем участие в убийстве Медичи, Никколо раскрыл Пьеро этот заговор, показав список заговорщиков и всех, давших им свою подпись.
Тем временем противники Медичи решили действовать. Они условились поднять во Флоренции восстание и умертвить Пьеро. Уговоры и деньги призвали на сторону заговорщиков маркиза Феррарского и некоторых кондотьеров, пообещавших привести свои отряды во Флоренцию. Коварный Нерони частенько навещал больного подагрой Пьеро, который к тому времени находился в загородном дворце Кареджи. Нерони всеми силами старался убедить его, что Флоренция спокойна, что в городе царит мир и порядок, однако Пьеро был прекрасно осведомлён о планах заговорщиков и, несмотря на болезнь, сумел первым нанести удар противникам.

### Поражение заговорщиков
27 августа 1466 года Пьеро под охраной наёмников вернулся во Флоренцию и призвал своих приверженцев к оружию. Противники Медичи были застигнуты врасплох. Когда вооружённая стычка казалась уже неизбежной, в дело вмешалась синьория с целью примирить противников. Она настаивала на том, что первыми за оружие взялись именно Медичи, и именно они виноваты в возбуждении беспорядков. Но Пьеро убедил всех, что взялся за оружие потому, что его поставили перед необходимостью защищаться, что сам он только того и желает, чтобы жить в спокойствии и мире и охранять закон.
Таким образом, дело решилось в пользу Пьеро Медичи. Гонфалоньером стал Роберто Лиони, приверженец Медичи, все государственные должности также заняли его сторонники. А противники — Нерони, Аччаюоли, Содерини — бежали, и были объявлены врагами отечества; часть их сторонников изгнали.
Изгнанники побудили венецианцев начать войну с Флоренцией, но флорентийцы при поддержке Миланского герцога легко отразили нападение, что ещё больше упрочило владычество семейства Медичи. Сторонники Пьеро едва ли не в открытую преследовали противников, и тех, кто не был безусловным приверженцем Медичи, подвергали притеснениям и гонениям.

### Конец жизни
В июне 1469 года сын Пьеро Лоренцо женился на дочери римского князя Орсини. А через полгода, на пятьдесят третьем году жизни, 2 декабря 1469 года скончался Пьеро. Те несколько лет, которые он правил Флоренцией, прошли среди гражданских раздоров и заговоров. Пьеро был погребён в церкви Сан-Лоренцо рядом с отцом; его саркофаг был украшен Верроккьо. Оставил двух сыновей, Лоренцо и Джулиано, уже подававших надежды, однако ещё очень молодых.

## Семья и дети
С 1444 года он был женат на Лукреции Торнабуони (1427—1482) от которой имел семерых детей, из которых пятеро достигли взрослого возраста:
- Бьянка (1445—1505)
- Лукреция (1448—1493)
- Лоренцо I Великолепный (1449—1492)
- Джулиано (1453—1478)
- Мария (1455—1479).

## В массовой культуре
- «Медичи» — телесериал совместного производства Италии и Великобритании (2016-2019). Роль молодого Пьеро Медичи в 1 сезоне исполнил актер Алессандро Спердути. Во 2 сезоне Пьеро сыграл Джулиан Сэндз.